# Kiltamagh
Kiltamagh (iriska: Coillte Mach) är en ort i republiken Irland.   Den ligger i grevskapet Maigh Eo och provinsen Connacht, i den nordvästra delen av landet, 190 km väster om huvudstaden Dublin. Kiltamagh ligger 61 meter över havet och antalet invånare är 1 127.
Terrängen runt Kiltamagh är huvudsakligen platt, men västerut är den kuperad. Runt Kiltamagh är det glesbefolkat, med 15 invånare per kvadratkilometer. Närmaste större samhälle är Castlebar, 19,6 km väster om Kiltamagh. Trakten runt Kiltamagh består i huvudsak av gräsmarker.